# 앤더스 홈
앤더스 홈(영어: Anders Holm, 1981년 5월 29일 ~ )은 미국의 배우이자 희극인이다.

## 사생활
홈은 2011년 9월 대학 시절부터 연인인 에마 네스퍼와 결혼하였다. 슬하에 아들이 있으며, 2013년 12월 19일 태어났다.